# Malucha

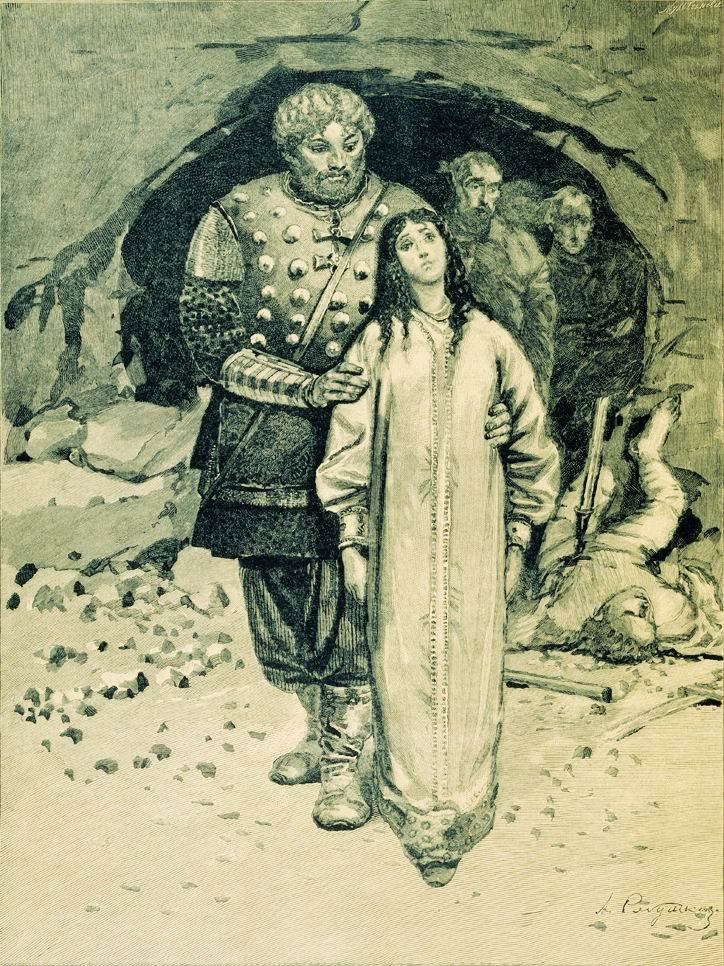
Concubina Malucha. Ilustração para o livro Heróis épicos russos, 1895.

Malucha foi uma concubina do grão-príncipe de Quieve Esvetoslau I (r. 945–972) e mãe de Vladimir I (r. 980–1015). Era filha de Malco.